# شهرستان داندی
شهرستان داندی (به انگلیسی: Dundy County) یک منطقهٔ مسکونی در ایالات متحده آمریکا است که در نبراسکا واقع شده‌است. شهرستان داندی ۲٬۳۸۵٫۳۹ کیلومتر مربع مساحت دارد.